# Cetopsidium
Cetopsidium es un género de peces actinopeterigios de agua dulce, distribuidos por ríos y lagos deAmérica del Sur.

## Especies
Existen siete especies reconocidas en este género:
- Cetopsidium ferreirai Vari, Ferraris y de Pinna, 2005
- Cetopsidium minutum (Eigenmann, 1912)
- Cetopsidium morenoi (Fernández-Yépez, 1972)
- Cetopsidium orientale (Vari, Ferraris y Keith, 2003)
- Cetopsidium pemon Vari, Ferraris y de Pinna, 2005
- Cetopsidium roae Vari, Ferraris y de Pinna, 2005
- Cetopsidium soniae Vari y Ferraris, 2009